# Kuortosjärvi
Kuortosjärvi är en sjö i kommunen Enare i landskapet Lappland i Finland. Sjön ligger 130 meter över havet. Arean är 53 hektar och strandlinjen är 4,22 kilometer lång. Sjön  ingår i Pasvik älvs huvudavrinningsområde.   Den ligger omkring 290 kilometer norr om Rovaniemi och omkring 990 kilometer norr om Helsingfors. 